# Guinea Xích Đạo
Cộng hòa Guinea Xích Đạo (phiên âm tiếng Việt: Ghi-nê Xích Đạo; tiếng Tây Ban Nha: República de Guinea Ecuatorial) là một quốc gia nằm ở bờ biển phía tây của Trung Phi, với diện tích 28.000 kilômét vuông (11.000 dặm vuông Anh). Trước đây nước này là thuộc địa Guinea thuộc Tây Ban Nha, tên hậu độc lập của nó gợi lên vị trí của nó gần cả Xích đạo và Vịnh Guinea. Guinea Xích Đạo là quốc gia châu Phi có chủ quyền duy nhất trong đó tiếng Tây Ban Nha là ngôn ngữ chính thức. Tính đến năm 2025, đất nước này có dân số là gần 1,8 triệu người.
Guinea Xích Đạo bao gồm hai phần, một khu vực nội địa và lục địa. Khu vực đảo này bao gồm các đảo Bioko (trước đây là Fernando Pó) ở Vịnh Guinea và Annobón, một hòn đảo núi lửa nhỏ, là phần duy nhất của đất nước phía nam xích đạo. Đảo Bioko là phần cực bắc của Guinea Xích đạo và là địa điểm của thủ đô Malabo của đất nước. Quốc đảo São Tomé và Príncipe nói tiếng Bồ Đào Nha nằm giữa Bioko và Annobón. Vùng đại lục, Río Muni, giáp với phía bắc của Cameroon và Gabon ở phía nam và phía đông. Đây là vị trí của Bata, thành phố lớn nhất của Guinea Xích Đạo và Ciudad de la Paz, thủ đô tương lai của đất nước này. Rio Muni cũng bao gồm một số hòn đảo nhỏ ngoài khơi, như Corisco, Elobey Grande và Elobey Chico. Đất nước này là thành viên của Liên minh châu Phi, Francophonie, OPEC và CPLP.
Kể từ giữa những năm 1990, Guinea Xích đạo đã trở thành một trong những nước sản xuất dầu lớn nhất ở châu Phi cận Sahara. Sau đó, nó đã trở thành quốc gia giàu nhất tính theo đầu người ở châu Phi, và tổng sản phẩm quốc nội (GDP) được điều chỉnh theo ngang giá sức mua (PPP) tính theo đầu người đứng thứ 43 trên thế giới; tuy nhiên, sự giàu có được phân phối cực kỳ không đồng đều, với rất ít người được hưởng lợi từ sự giàu có của dầu mỏ. Đất nước này đứng thứ 144 về Chỉ số phát triển con người năm 2019, với chưa đến một nửa dân số được sử dụng nước sạch và 20% trẻ em chết trước năm tuổi.
Chính phủ Guinea Xích đạo là một chính phủ độc tài và có một trong những hồ sơ nhân quyền tồi tệ nhất thế giới, luôn được xếp hạng trong số "tệ nhất của điều tồi tệ nhất" trong cuộc khảo sát hàng năm về quyền chính trị và dân sự của Freedom House. Phóng viên không biên giới xếp Tổng thống Teodoro Obiang Nguema Mbasogo trong số những "kẻ săn mồi" tự do báo chí. Nạn buôn người là một vấn đề quan trọng; Báo cáo về nạn buôn bán người năm 2012 của Hoa Kỳ tuyên bố rằng Guinea Xích đạo "là nguồn và đích đến cho phụ nữ và trẻ em bị cưỡng bức lao động và buôn bán tình dục cưỡng bức". Báo cáo đánh giá Equatorial Guinea là một chính phủ "không hoàn toàn tuân thủ các tiêu chuẩn tối thiểu và không nỗ lực đáng kể để làm như vậy." 

## Lịch sử
Người Pygmy có lẽ đã từng sống ở khu vực lục địa mà bây giờ là Guinea Xích đạo, nhưng ngày nay chỉ được tìm thấy trong các khu vực cô lập ở phía nam Río Muni. Cuộc di cư của người thổ dân có thể bắt đầu vào khoảng 2.000 năm trước công nguyên từ giữa đông nam Nigeria và tây bắc Cameroon (Cánh đồng cỏ). Họ phải định cư Guinea Xích đạo lục địa muộn nhất vào khoảng năm 500 trước Công nguyên. Các khu định cư sớm nhất trên Đảo Bioko có niên đại từ năm 530 sau Công nguyên. Dân số Annobón, ban đầu có nguồn gốc từ Angola, được người Bồ Đào Nha đưa đến qua đảo São Tomé.

### Gặp người châu Âu đầu tiên và sự cai trị của Bồ Đào Nha (1472-1778)

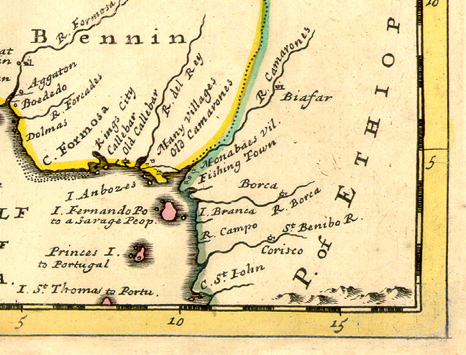
Sự cai trị của Bồ Đào Nha ở Guinea Xích đạo kéo dài từ sự xuất hiện của Fernão do Pó (Fernando Pó) vào năm 1472 cho đến Hiệp ước El Pardo năm 1778.

Nhà thám hiểm người Bồ Đào Nha Fernando Pó, tìm đường đến Ấn Độ, được ghi nhận là người châu Âu đầu tiên khám phá đảo Bioko, vào năm 1472. Ông gọi nó là Formosa ("Đẹp"), nhưng vùng đất này nhanh chóng mang tên của ông, người khám phá. Fernando Pó và Annobón bị Bồ Đào Nha xâm chiếm năm 1474. Các đồn điền đầu tiên được thành lập trên các hòn đảo vào khoảng năm 1500 khi người Bồ Đào Nha nhanh chóng nhận ra sự tích cực của các hòn đảo bao gồm đất núi lửa và vùng cao nguyên kháng bệnh. Bất chấp lợi thế tự nhiên, những nỗ lực ban đầu của Bồ Đào Nha vào năm 1507 để thành lập một đồn điền mía và thị trấn gần Concepción trên Fernando Pó đã thất bại do dịch bệnh và sự thù địch của người Bubi. Khí hậu mưa, sự thay đổi nhiệt độ và nhiệt độ khắc nghiệt của hòn đảo chính đã gây thiệt hại lớn cho những người định cư châu Âu ngay từ đầu, và phải mất hàng thế kỷ trước khi những nỗ lực thực dân hóa bắt đầu trở lại.

### Sự cai trị của người Tây Ban Nha và cho thuê vùng đất của Tây Ban Nha cho Anh (1778-1844)
Năm 1778, Nữ hoàng Maria I của Bồ Đào Nha và Vua Charles III của Tây Ban Nha đã ký Hiệp ước El Pardo nhượng lại Bioko, đảo nhỏ liền kề và quyền thương mại đối với Bight of Biafra giữa sông Nigeria và sông Ogoue cho Tây Ban Nha. Chuẩn tướng Felipe José, Bá tước Arjelejos đi thuyền từ Uruguay để chính thức chiếm hữu Bioko từ Bồ Đào Nha, hạ cánh trên đảo vào ngày 21 tháng 10 năm 1778. Sau khi chèo thuyền để Annobón chiếm hữu, Bá tước đã chết vì căn bệnh bắt gặp Bioko và phi hành đoàn bị sốt. Phi hành đoàn đã hạ cánh xuống São Tomé thay vào đó họ bị chính quyền Bồ Đào Nha cầm tù sau khi mất hơn 80% người đàn ông vì bệnh. Do hậu quả của thảm họa này, Tây Ban Nha sau đó đã ngần ngại đầu tư mạnh vào sở hữu mới của họ. Tuy nhiên, mặc dù người Tây Ban Nha thất bại bắt đầu sử dụng hòn đảo này làm căn cứ để săn bắt nô lệ trên đất liền gần đó với sự hỗ trợ của các thương nhân người Anh. Trong khoảng thời gian từ năm 1778 đến năm 1810, lãnh thổ của Guinea trở thành Xích đạo được quản lý bởi Viceroyalty of Río de la Plata, có trụ sở tại Buenos Aires.
Không muốn đầu tư mạnh vào sự phát triển của Fernando Pó, từ năm 1827 đến 1843, người Tây Ban Nha đã cho thuê một căn cứ tại Malabo trên Bioko cho Vương quốc Anh mà họ đã tìm kiếm như một phần trong nỗ lực kiểm soát buôn bán nô lệ Đại Tây Dương. Không có sự cho phép của Tây Ban Nha, người Anh đã chuyển trụ sở của Ủy ban hỗn hợp ngăn chặn giao thông nô lệ sang Fernando Pó vào năm 1827, trước khi chuyển nó trở lại Sierra Leone theo thỏa thuận với Tây Ban Nha vào năm 1843. Quyết định của Tây Ban Nha xóa bỏ chế độ nô lệ vào năm 1817 khi sự khăng khăng của Anh làm tổn hại giá trị nhận thức của thuộc địa đối với chính quyền và vì vậy cho thuê các căn cứ hải quân là một nguồn thu nhập hiệu quả từ sự chiếm hữu không có lợi. Chính từ Fernando Pó, thống đốc John Beecroft đã phát động cuộc chiếm giữ thành phố Lagos đánh dấu sự xâm nhập đầu tiên của người Anh vào Nigeria. Một thỏa thuận của Tây Ban Nha để bán thuộc địa châu Phi của họ cho người Anh vào năm 1841 đã bị dư luận đô thị và các nghị sĩ ở Madrid phản đối.

### Cuối thế kỷ 19 (1844-1900)
Năm 1844, người Anh đã khôi phục hòn đảo thành chủ quyền của Tây Ban Nha và khu vực này được gọi là "Territorios Españoles del Golfo de Guinea". Do dịch bệnh tàn bạo, Tây Ban Nha vẫn từ chối đầu tư nhiều vào thuộc địa, và vào năm 1862, một cơn sốt vàng tàn khốc đã giết chết nhiều người da trắng đã định cư trên đảo. Mặc dù vậy, các đồn điền vẫn tiếp tục được thành lập bởi các công dân tư nhân trong suốt phần cuối của thế kỷ 19.
Các đồn điền của Fernando Pó hầu hết được điều hành bởi một tầng lớp Creole da đen, sau này được gọi là Fernandinos. Người Anh định cư khoảng 2.000 Sierra Leoneans và giải phóng nô lệ ở đó trong thời kỳ cai trị của họ, và việc nhập cư hạn chế từ Tây Phi và Tây Ấn tiếp tục sau khi người Anh rời đi. Một số nô lệ người Angolan được giải phóng, người Anh gốc Bồ Đào Nha và người nhập cư từ Nigeria và Liberia cũng bắt đầu được định cư tại thuộc địa nơi họ nhanh chóng bắt đầu gia nhập nhóm mới. Trong hỗn hợp địa phương đã được thêm vào Cuba, Philippines, Catalans, Do Thái và người Tây Ban Nha với nhiều màu sắc khác nhau, nhiều người đã bị trục xuất đến châu Phi vì các tội ác chính trị hoặc các tội ác khác, cũng như một số người định cư được chính phủ ủng hộ.
Đến năm 1870, lượng người da trắng sống trên đảo đã được cải thiện rất nhiều sau khi khuyến nghị họ sống ở vùng cao, và đến năm 1884, nhiều cơ chế hành chính tối thiểu và các đồn điền quan trọng đã di chuyển đến Basile hàng trăm mét trên mực nước biển. Henry Morton Stanley đã gán cho Fernando Pó "một viên ngọc quý mà Tây Ban Nha không đánh bóng" vì từ chối ban hành chính sách như vậy. Bất chấp cơ hội sống sót của người châu Âu sống trên đảo được cải thiện, Mary Kingsley, người đang ở trên đảo vẫn mô tả Fernando Pó là 'một hình thức xử tử khó chịu hơn' đối với người Tây Ban Nha được chỉ định ở đó.
Ngoài ra còn có một lượng người nhập cư từ các đảo láng giềng Bồ Đào Nha, thoát khỏi nô lệ và những người trồng rừng tương lai. Mặc dù một số người Fernandinos nói tiếng Công giáo và tiếng Tây Ban Nha, khoảng chín phần mười trong số họ là người Tin lành và nói tiếng Anh vào đêm trước Chiến tranh thế giới thứ nhất, và tiếng Anh pidgin là ngôn ngữ chung của hòn đảo. Sierra Leoneans đặc biệt được đặt làm người trồng rừng trong khi tuyển dụng lao động ở bờ biển Windward vẫn tiếp tục, vì họ giữ gia đình và các kết nối khác ở đó và có thể dễ dàng sắp xếp nguồn cung lao động. Người Fernandinos đã chứng tỏ trở thành thương nhân và người trung gian hiệu quả giữa người bản địa và người châu Âu. Một nô lệ được giải thoát khỏi Tây Ấn bằng cách của Sierra Leone tên là William Pratt đã thiết lập vụ mùa ca cao trên Fernando Pó, mãi mãi thay đổi vận mệnh của thuộc địa.

### Đầu thế kỷ 20 (1900-1945)
Tây Ban Nha đã bỏ qua việc chiếm giữ khu vực rộng lớn trong Bight of Biafra mà họ có quyền theo hiệp ước, và người Pháp đã bận rộn mở rộng sự chiếm đóng của họ với chi phí của khu vực mà Tây Ban Nha tuyên bố chủ quyền. Madrid đã thất bại trong việc hỗ trợ các cuộc thám hiểm của những người đàn ông như Manuel Iradier, người đã ký các hiệp ước trong nội địa cho đến tận Gabon và Cameroon, khiến phần lớn đất đai bị "chiếm đóng hiệu quả" theo yêu cầu của Hội nghị Berlin 1885 và các sự kiện ở Cuba và cuộc chiến tranh Mỹ Tây Ban Nha đã khiến Madrid mất tập trung vào một thời điểm không thuận lợi. Sự ủng hộ tối thiểu của chính phủ đối với việc sáp nhập đại lục chỉ xuất phát từ kết quả của dư luận và nhu cầu lao động đối với Fernando Pó.
Hiệp ước Paris năm 1900 để cho Tây Ban Nha với vùng đất lục địa Rio Muni, chỉ có 26.000   km 2 trong số 300.000 kéo dài về phía đông đến sông Ubangi mà người Tây Ban Nha đã tuyên bố ban đầu. Vùng đất nhỏ bé này nhỏ hơn nhiều so với những gì người Tây Ban Nha đã cho rằng mình được hưởng một cách hợp pháp theo yêu sách của họ và Hiệp ước El Pardo. Sự sỉ nhục trong các cuộc đàm phán Pháp-Tây Ban Nha, kết hợp với thảm họa ở Cuba đã khiến người đứng đầu nhóm đàm phán Tây Ban Nha, Pedro Gover y Tovar tự sát trên chuyến đi về nhà vào ngày 21 tháng 10 năm 1901. Bản thân Iradier đã chết trong tuyệt vọng vào năm 1911, và phải mất hàng thập kỷ trước khi những thành tựu của ông được công nhận bởi dư luận Tây Ban Nha khi cảng Cogo được đổi tên thành Puerto Iradier để vinh danh ông.
Những năm mở đầu của thế kỷ XX đã chứng kiến một thế hệ di dân Tây Ban Nha mới. Các quy định về đất đai được ban hành vào năm 1904-1905 ủng hộ người Tây Ban Nha, và hầu hết những người trồng rừng lớn sau đó đã đến từ Tây Ban Nha sau đó. Một thỏa thuận được đưa ra với Liberia vào năm 1914 để nhập khẩu lao động giá rẻ rất ủng hộ những người đàn ông giàu có sẵn sàng tiếp cận với nhà nước, và việc chuyển đổi nguồn cung lao động từ Liberia sang Río Muni đã tăng lợi thế này. Tuy nhiên, do sơ suất, chính phủ Liberia cuối cùng đã kết thúc hiệp ước sau những tiết lộ lúng túng về tình trạng của công nhân Liberia trên Fernando Pó trong Báo cáo Christy đã hạ bệ tổng thống Charles DB King năm 1930. Vào năm 1940, ước tính 20% sản lượng ca cao của thuộc địa đến từ vùng đất thuộc sở hữu của châu Phi, gần như tất cả đều nằm trong tay của Fernandinos. 

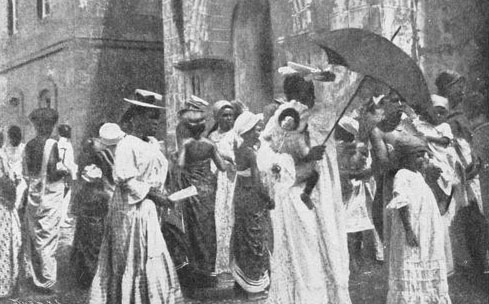
Corisco, 1910

Hạn chế lớn nhất đối với sự phát triển kinh tế là tình trạng thiếu lao động kinh niên. Bị đẩy vào bên trong hòn đảo và suy tàn vì nghiện rượu, bệnh hoa liễu, đậu mùa và bệnh ngủ, người dân bản địa Bubi của Bioko đã từ chối làm việc trên các đồn điền. Làm việc tại các trang trại ca cao nhỏ của họ đã cho họ một mức độ tự chủ đáng kể.
Vào cuối thế kỷ XIX, những người Bubi được các nhà truyền giáo Claretian Tây Ban Nha bảo vệ khỏi những yêu cầu của người trồng rừng, những người rất có ảnh hưởng ở thuộc địa và cuối cùng đã tổ chức Bubi thành những giáo phái truyền giáo nhỏ gợi nhớ đến việc cắt giảm Dòng Tên nổi tiếng ở Paraguay. Thâm nhập Công giáo được đẩy mạnh bởi hai nổi dậy nhỏ năm 1898 và 1910 để phản đối nghĩa vụ quân sự của lao động cưỡng bức cho các đồn điền. Bubi bị tước vũ khí vào năm 1917 và bị phụ thuộc vào các nhà truyền giáo. Tình trạng thiếu lao động nghiêm trọng đã được giải quyết tạm thời bởi một dòng người tị nạn khổng lồ từ Kamerun của Đức, cùng với hàng ngàn binh sĩ Đức da trắng đã ở lại trên đảo trong vài năm.
Từ năm 1926 đến 1959, Bioko và Rio Muni đã được hợp nhất thành thuộc địa của Guinea thuộc Tây Ban Nha. Nền kinh tế dựa trên các đồn điền ca cao và cà phê lớn và nhượng bộ khai thác gỗ và lực lượng lao động chủ yếu là lao động hợp đồng nhập cư từ Liberia, Nigeria và Cameroun. Từ năm 1914 đến 1930, ước tính 10.000 người Liberia đã đến Fernando Po theo một hiệp ước lao động đã bị dừng hoàn toàn vào năm 1930.
Với công nhân Liberia không còn nữa, những người trồng cây Fernando Po đã chuyển sang Rio Muni. Các chiến dịch đã được thực hiện để khuất phục người Fang vào những năm 1920, tại thời điểm Liberia bắt đầu cắt giảm việc tuyển dụng. Có những đồn trú của lực lượng bảo vệ thuộc địa trên khắp vùng đất vào năm 1926 và toàn bộ thuộc địa được coi là 'bình định' vào năm 1929.
Nội chiến Tây Ban Nha có tác động lớn đến thuộc địa này. 150 người da trắng Tây Ban Nha, bao gồm Toàn quyền và Phó Toàn quyền Río Muni đã thành lập một đảng xã hội gọi là Mặt trận Bình dân trong vùng đất phục vụ để chống lại lợi ích của giới tinh hoa đồn điền Fernando Pó. Khi chiến tranh nổ ra, Francisco Franco đã ra lệnh cho các lực lượng Quốc gia đóng tại Canaries để đảm bảo quyền kiểm soát Guinea Xích đạo. Vào tháng 9 năm 1936, các lực lượng Quốc gia được ủng hộ bởi những người theo chủ nghĩa Falang từ Fernando Pó, trong một tấm gương về những gì đã xảy ra ở Tây Ban Nha, "Río Muni", dưới quyền của Toàn quyền Luiz Sanchez Guerra Saez và phó tướng của ông là ông Porcel đã ủng hộ chính phủ Cộng hòa. Đến tháng 11, Mặt trận Bình dân và những người ủng hộ đã bị đánh bại, các nhà lãnh đạo của nó đã hành quyết và Guinea Xích đạo bảo đảm cho Franco. Chỉ huy phụ trách chiếm đóng, Juan Fontán lobé được Franco bổ nhiệm làm Toàn quyền và bắt đầu thực hiện quyền kiểm soát Tây Ban Nha hiệu quả hơn đối với thuộc địa này.
Rio Muni có một dân số nhỏ, chính thức hơn 100.000 người vào những năm 1930 và trốn thoát qua biên giới vào Cameroun hoặc Gabon rất dễ dàng. Ngoài ra, các công ty gỗ cần số lượng công nhân ngày càng tăng, và việc truyền bá cà phê cung cấp một phương thức thay thế để nộp thuế . Fernando Pó vì thế tiếp tục bị thiếu lao động. Người Pháp chỉ cho phép tuyển dụng một thời gian ngắn ở Cameroun, và nguồn lao động chính là Igbo nhập lậu bằng ca nô từ Calabar ở Nigeria. Nghị quyết về tình trạng thiếu công nhân này cho phép Fernando Pó trở thành một trong những khu vực nông nghiệp năng suất cao nhất châu Phi sau Thế chiến thứ hai.

### Những năm cuối cùng của nền cai trị Tây Ban Nha (1945-1968)
Về mặt chính trị, lịch sử thuộc địa này sau chiến tranh có ba giai đoạn khá khác biệt: cho đến năm 1959, khi vị thế của nó được nâng lên từ 'thuộc địa' thành 'tỉnh', theo cách tiếp cận của Đế quốc Bồ Đào Nha; từ năm 1960 đến năm 1968, khi Madrid đã cố gắng một phần giải phóng thuộc địa nhằm giữ lãnh thổ như là một phần của hệ thống Tây Ban Nha; và từ năm 1968 trở đi, sau khi lãnh thổ trở thành một nước cộng hòa độc lập. Giai đoạn đầu tiên bao gồm ít hơn một sự tiếp tục của các chính sách trước đó; những giống chặt chẽ các chính sách của Bồ Đào Nha và Pháp, đặc biệt là trong việc chia rẽ dân chúng thành một phần lớn chi phối như 'bản địa' hoặc không phải là công dân, và một thiểu số rất nhỏ (cùng với người da trắng) thừa nhận với tình trạng công dân như emancipados, đồng hóa với đô thị văn hóa là phương tiện duy nhất cho phép tiến bộ.
Giai đoạn 'tỉnh' này chứng kiến sự khởi đầu của chủ nghĩa dân tộc, nhưng chủ yếu giữa các nhóm nhỏ, những người đã lấy nơi ẩn náu từ Caudillo tay cha ' ở Cameroun và Gabon. Họ đã thành lập hai cơ thể: Movimiento Nacional de Liberación de la Guinea (MONALIGE) và ý tưởng phổ biến de Guinea Cheferial (IPGE). Áp lực mà họ có thể mang lại là yếu, nhưng xu hướng chung ở Tây Phi thì không, và vào cuối những năm 1960, phần lớn lục địa châu Phi đã được trao độc lập. Nhận thức được xu hướng này, người Tây Ban Nha bắt đầu tăng cường nỗ lực chuẩn bị cho đất nước giành độc lập và ồ ạt đẩy mạnh phát triển. Tổng sản phẩm quốc dân bình quân đầu người năm 1965 là $ 466, cao nhất ở châu Phi đen và Tây Ban Nha đã xây dựng một sân bay quốc tế tại Santa Isabel, một đài truyền hình và tăng tỷ lệ biết đọc biết viết lên tương đối cao 89%. Đồng thời các biện pháp đã được thực hiện để chống lại bệnh ngủ và bệnh phong ở khu vực này, và đến năm 1967, số giường bệnh trên đầu người ở Guinea Xích đạo cao hơn Tây Ban Nha, với 1637 giường ở 16 bệnh viện. Tất cả đều giống nhau, các biện pháp cải thiện giáo dục đã bị xáo trộn và giống như ở Cộng hòa Dân chủ Congo vào cuối thời kỳ thuộc địa, số người châu Phi trong giáo dục đại học chỉ có hai chữ số, và giáo dục chính trị cần thiết cho một quốc gia hoạt động là không đáng kể.
Một quyết định ngày 9 tháng 8 năm 1963, được phê chuẩn bởi một cuộc trưng cầu dân ý ngày 15 tháng 12 năm 1963, đã trao cho lãnh thổ một biện pháp tự trị và thúc đẩy hành chính của một nhóm 'ôn hòa', Movimiento de Unión Nacional de Guinea Ecuatorial (MUNGE). Điều này đã chứng tỏ một công cụ yếu ớt, và, với áp lực ngày càng tăng đối với sự thay đổi từ Liên Hợp Quốc, Madrid dần dần buộc phải nhường chỗ cho dòng chảy của chủ nghĩa dân tộc. Hai nghị quyết của Đại hội đồng đã được thông qua vào năm 1965 yêu cầu Tây Ban Nha trao độc lập cho thuộc địa, và vào năm 1966, một Ủy ban của Liên Hợp Quốc đã đi thăm đất nước này trước khi đề xuất điều tương tự. Đáp lại, người Tây Ban Nha tuyên bố rằng họ sẽ tổ chức một hội nghị lập hiến vào ngày 27 tháng 10 năm 1967 để đàm phán một hiến pháp mới cho một Guinea Xích đạo độc lập. Hội nghị có sự tham gia của 41 đại biểu địa phương và 25 người Tây Ban Nha. Người châu Phi chủ yếu bị chia rẽ giữa một bên là Fernandinos và Bubi, những người sợ mất đặc quyền và 'vênh mặt' bởi đa số Fang, và bên kia là những người theo chủ nghĩa dân tộc Río Muni Fang. Tại hội nghị, nhân vật hàng đầu của Fang, tổng thống đầu tiên sau này là Francisco Macías Nguema đã có một bài phát biểu gây tranh cãi, trong đó ông cho rằng Adolf Hitler đã 'cứu châu Phi'. Sau chín phiên, hội nghị đã bị đình chỉ do bế tắc giữa 'đoàn viên' và 'phe ly khai', những người muốn có một Fernando Pó riêng biệt. Macías quyết định tới Liên Hợp Quốc để nâng cao nhận thức quốc tế về vấn đề này, và các bài phát biểu của ông tại New York đã góp phần giúp Tây Ban Nha đặt tên cho một ngày cho cả hai cuộc bầu cử độc lập và tổng quát. Vào tháng 7 năm 1968, hầu như tất cả các nhà lãnh đạo Bubi đã đến Liên Hợp Quốc ở New York để cố gắng nâng cao nhận thức cho sự nghiệp của họ, nhưng cộng đồng thế giới không quan tâm đến việc ngụy biện cho các đặc điểm của độc lập thuộc địa. Những năm 1960 là thời điểm rất lạc quan về tương lai của các thuộc địa cũ của châu Phi và các nhóm gần gũi với các nhà cai trị châu Âu, như Bubi, không được nhìn nhận tích cực.

### Độc lập dưới thời Macías (1968-1979)
Độc lập từ Tây Ban Nha đã giành được vào ngày 12 tháng 10 năm 1968 và khu vực này trở thành Cộng hòa Guinea Xích đạo. Macías trở thành tổng thống trong cả nước chỉ bầu cử tự do và công bằng. Người Tây Ban Nha (do Franco cai trị) đã ủng hộ Macías trong cuộc bầu cử do lòng trung thành nhận thức của anh ta, tuy nhiên trong khi theo dõi chiến dịch, anh ta đã chứng minh là dễ xử lý hơn họ mong đợi. Phần lớn chiến dịch của ông liên quan đến việc đến thăm các vùng nông thôn của Río Muni và Fang trẻ đầy triển vọng rằng họ sẽ có nhà và vợ của người Tây Ban Nha nếu họ bỏ phiếu cho ông. Thay vào đó, tại các thị trấn, ông đã thể hiện mình là người lãnh đạo Urbane, người đã vượt qua Tây Ban Nha tại Liên Hợp Quốc, và ông đã giành chiến thắng trong vòng bỏ phiếu thứ hai - được giúp đỡ rất nhiều từ việc chia phiếu bầu của các đối thủ.
Sự háo hức của nền độc lập trở nên nhanh chóng bị lu mờ bởi những vấn đề phát sinh từ Nội chiến Nigeria. Fernando Pó là nơi sinh sống của nhiều công nhân nhập cư Ibo hỗ trợ Biafra và nhiều người tị nạn từ nhà nước ly khai chạy trốn đến hòn đảo, làm cho nó bị phá vỡ. Ủy ban Chữ thập đỏ quốc tế bắt đầu điều hành các chuyến bay cứu trợ ra khỏi Guinea Xích đạo, nhưng Macías nhanh chóng trở nên hoảng sợ và đóng cửa các chuyến bay, từ chối cho phép họ bay nhiên liệu diesel cho xe tải cũng như bình oxy cho các hoạt động y tế. Rất nhanh, phe ly khai Biafran bị bắt phải chấp nhận đầu hàng mà không có sự ủng hộ của quốc tế.
Sau khi Công tố viên phàn nàn về "sự thái quá và ngược đãi" của các quan chức chính phủ, Macías đã đưa 150 người bị cáo buộc đảo chính đi xử tử trong một cuộc thanh trừng vào đêm Giáng sinh 1969, tất cả đều là đối thủ chính trị. Macias Nguema tiếp tục củng cố quyền lực toàn trị của mình bằng cách đặt ra ngoài vòng pháp luật các đảng chính trị đối lập vào tháng 7 năm 1970 và biến mình thành tổng thống trọn đời vào năm 1972. Ông đã cắt đứt quan hệ với Tây Ban Nha và phương Tây. Mặc dù lên án chủ nghĩa Mác mà ông coi là " chủ nghĩa thực dân mới ", Guinea Xích đạo vẫn duy trì mối quan hệ rất đặc biệt với các quốc gia cộng sản, đặc biệt là Trung Quốc, Cuba và Liên Xô. Macias Nguema đã ký một thỏa thuận thương mại ưu đãi và một hiệp ước vận chuyển với Liên Xô. Liên Xô cũng đã cho vay đối với Guinea Xích đạo.
Thỏa thuận vận chuyển đã cho phép Liên Xô cho một dự án phát triển thủy sản thí điểm và cũng là một căn cứ hải quân tại Luba. Đổi lại Liên Xô đã cung cấp cá cho Guinea Xích đạo. Trung Quốc và Cuba cũng đã cung cấp các hình thức hỗ trợ tài chính, quân sự và kỹ thuật khác nhau cho Guinea Xích đạo, nơi mang lại cho họ một thước đo ảnh hưởng ở đó. Đối với Liên Xô, có một lợi thế đạt được trong Chiến tranh ở Ăng-gô-la từ việc tiếp cận căn cứ Luba và sau đó đến Sân bay Quốc tế Malabo.
Năm 1974, Hội đồng Giáo hội Thế giới đã khẳng định rằng một số lượng lớn người đã bị sát hại kể từ năm 1968 trong một triều đại khủng bố đang diễn ra. Một phần tư dân số đã trốn ra nước ngoài, họ nói, trong khi 'các nhà tù đang tràn ra và với tất cả ý định và mục đích tạo thành một trại tập trung rộng lớn'. Trong tổng số 300.000 người, ước tính 80.000 người đã thiệt mạng. Ngoài cáo buộc tội diệt chủng đối với người dân tộc thiểu số Bubi, Macias Nguema đã ra lệnh giết chết hàng ngàn đối thủ bị nghi ngờ, đóng cửa các nhà thờ và chủ trì nền kinh tế sụp đổ khi những công dân lành nghề và người nước ngoài chạy trốn khỏi đất nước này.

### Obiang (1979- nay)
Cháu trai của Macías Nguema, Teodoro Obiang đã phế truất người chú của mình vào ngày 3 tháng 8 năm 1979, trong một cuộc đảo chính đẫm máu; hơn hai tuần nội chiến xảy ra sau đó cho đến khi Nguema bị bắt. Ông đã bị xét xử và xử tử ngay sau đó, với Obiang kế vị anh ta với tư cách là một tổng thống ít sắt máu hơn, nhưng vẫn độc đoán.
Năm 1995 Mobil, một công ty dầu của Mỹ, đã phát hiện ra dầu ở Guinea Xích đạo. Đất nước này sau đó đã trải qua sự phát triển kinh tế nhanh chóng, nhưng thu nhập từ sự giàu có dầu mỏ của đất nước đã không đến được với người dân và quốc gia này xếp hạng thấp trong chỉ số phát triển con người của Liên Hợp Quốc. Khoảng 20% trẻ em chết trước 5 tuổi và hơn 50% dân số không được tiếp cận với nước uống sạch. Tổng thống Teodoro Obiang bị nghi ngờ sử dụng sự giàu có dầu mỏ của đất nước để làm giàu cho chính mình  và các cộng sự. Năm 2006, Forbes ước tính tài sản cá nhân của ông ở mức 600 triệu đô la.
Năm 2011, chính phủ tuyên bố đang lên kế hoạch cho một thủ đô mới của đất nước, mang tên Oyala. Thành phố đã được đổi tên thành Ciudad de la Paz ("Thành phố hòa bình") vào năm 2017.
Tính đến  tháng 2 năm 2016, Obiang là nhà độc tài lãnh đạo lâu thứ hai ở châu Phi sau nhà độc tài Cameroon, Paul Biya.

## Chính trị

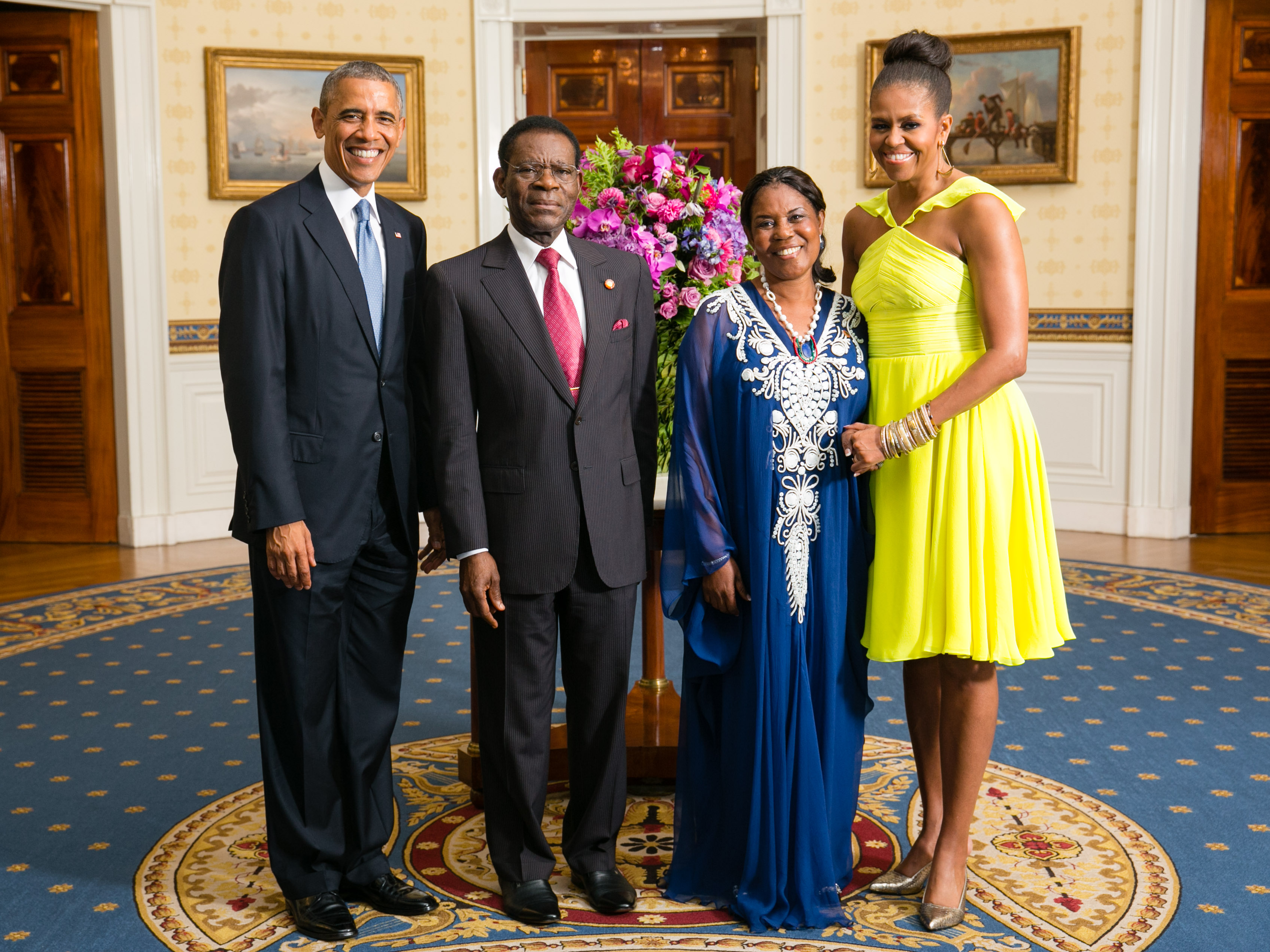
Obiang và Tổng thống Mỹ Obama cùng vợ năm 2014

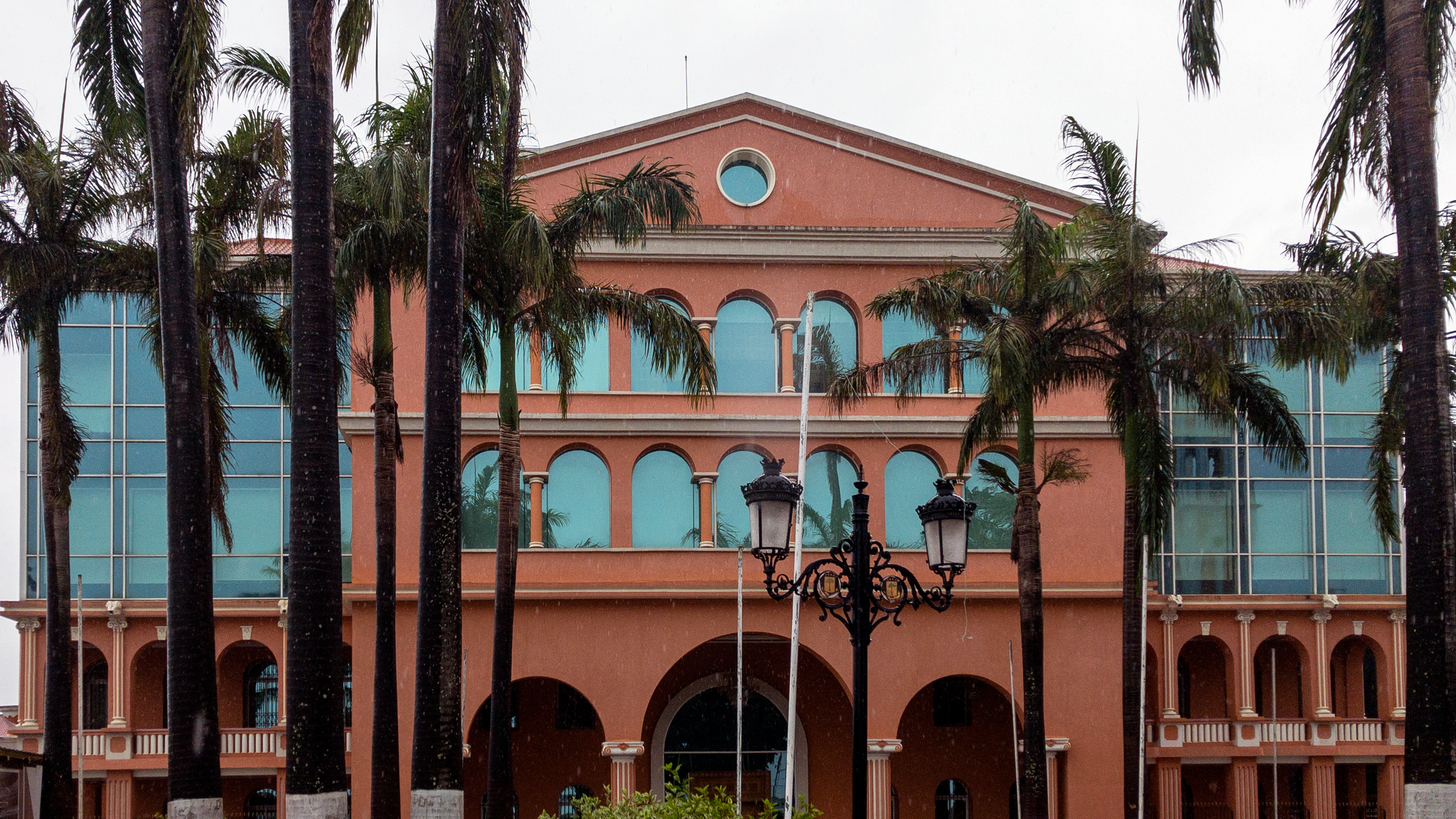
Dinh tổng thống Teodoro Obiang ở Malabo, Guinea Xích đạo

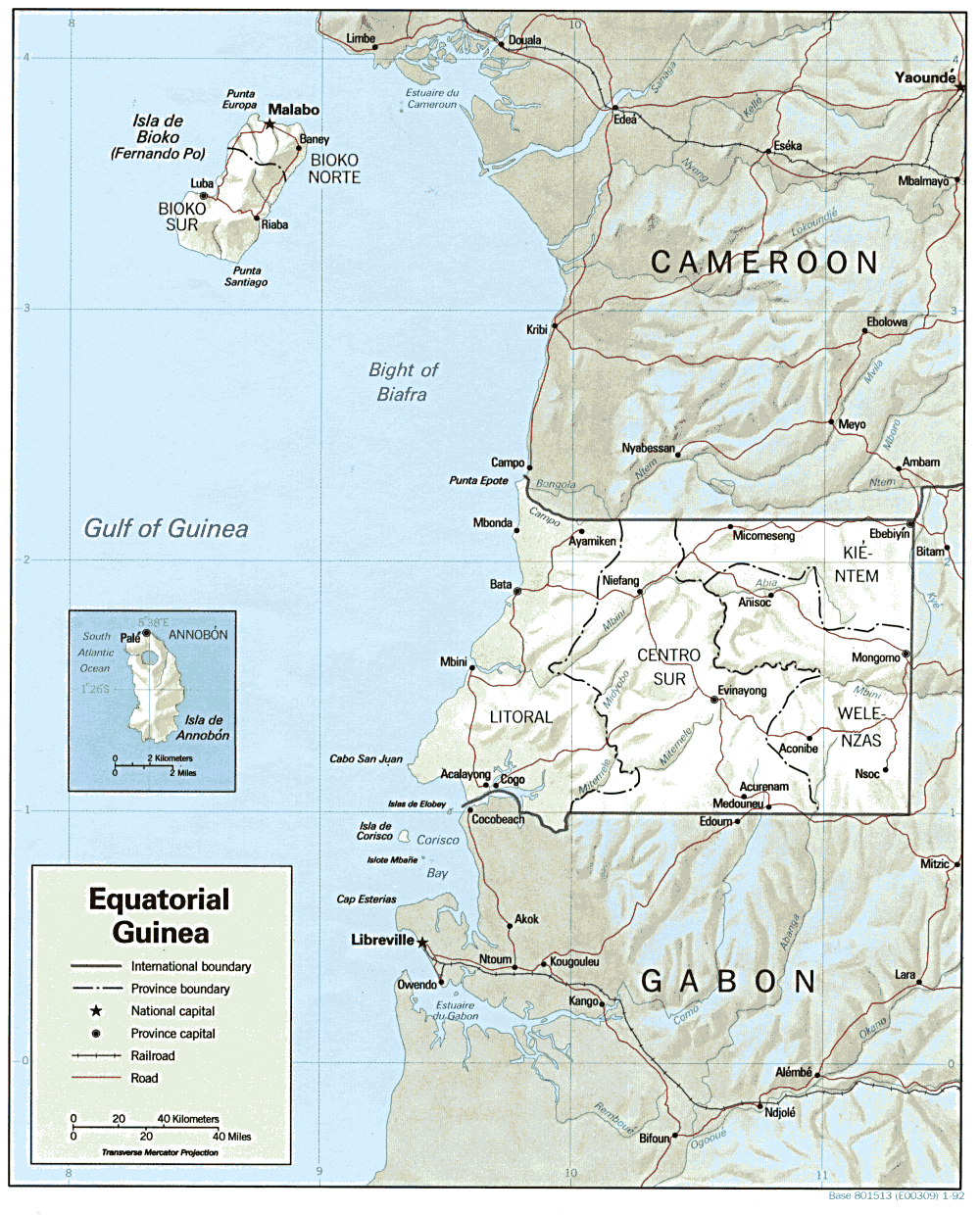

Tổng thống hiện tại của Guinea Xích đạo là Teodoro Obiang. Hiến pháp Guinea Xích đạo năm 1982 trao cho ông quyền hạn rộng lớn, bao gồm cả việc đặt tên và bãi nhiệm các thành viên của nội các, đưa ra luật bằng nghị định, giải tán Phòng đại diện, đàm phán và phê chuẩn các hiệp ước và làm tổng tư lệnh các lực lượng vũ trang. Thủ tướng Francisco Pascual Obama Asue được Obiang bổ nhiệm và hoạt động dưới quyền hạn do Tổng thống ủy quyền.
Trong bốn thập kỷ cầm quyền của mình, Obiang đã cho thấy rất ít sự khoan dung đối với sự chống đối. Trong khi đất nước trên danh nghĩa là một nền dân chủ đa đảng, các cuộc bầu cử của nó thường được coi là một sự giả tạo. Theo Tổ chức Theo dõi Nhân quyền, chế độ độc tài của Tổng thống Obiang đã sử dụng một cuộc bùng nổ dầu mỏ để cố thủ và làm giàu thêm cho bản thân để người dân nước này chịu thiệt hại. Kể từ tháng 8 năm 1979, khoảng 12 nỗ lực đảo chính thực sự và nhận thấy đã không thành công đã xảy ra.
Theo hồ sơ của BBC tháng 3 năm 2004, chính trị trong nước bị chi phối bởi căng thẳng giữa con trai của Obiang, Teodoro Nguema Obiang Mangue và những người thân khác có vị trí mạnh mẽ trong lực lượng an ninh. Sự căng thẳng có thể bắt nguồn từ sự thay đổi quyền lực phát sinh từ sự gia tăng mạnh mẽ của sản xuất dầu đã xảy ra từ năm 1997.
Năm 2004, một máy bay của những lính đánh thuê bị nghi ngờ đã bị chặn ở Zimbabwe trong khi được cho là đang trên đường lật đổ Obiang. Một báo cáo tháng 11 năm 2004  đặt tên Mark Thatcher là người ủng hộ tài chính cho nỗ lực đảo chính Equatorial Guinea năm 2004 do Simon Mann tổ chức. Nhiều tài khoản khác cũng đặt tên MI6 của Vương quốc Anh, CIA của Hoa Kỳ và Tây Ban Nha là những người ủng hộ ngầm cho nỗ lực đảo chính. Tuy nhiên, báo cáo của Tổ chức Ân xá Quốc tế công bố vào tháng 6 năm 2005  về phiên tòa tiếp theo của những người được cho là có liên quan đã nêu bật sự thất bại của công tố trong việc đưa ra bằng chứng thuyết phục rằng một nỗ lực đảo chính đã thực sự xảy ra. Simon Mann được ra tù vào ngày 3 tháng 11 năm 2009 vì lý do nhân đạo.
Từ năm 2005, Military Professional Resources Inc., một công ty quân sự tư nhân quốc tế có trụ sở tại Hoa Kỳ, đã làm việc tại Guinea Xích đạo để đào tạo lực lượng cảnh sát trong các hoạt động nhân quyền phù hợp. Năm 2006, Ngoại trưởng Hoa Kỳ Condoleezza Rice đã ca ngợi Obiang là "người bạn tốt" mặc dù liên tục chỉ trích hồ sơ nhân quyền và quyền tự do dân sự của ông. Cơ quan Phát triển Quốc tế Hoa Kỳ đã ký một biên bản ghi nhớ (MOU) với Obiang, vào tháng 4 năm 2006, để thành lập Quỹ phát triển xã hội ở nước này, thực hiện các dự án trong lĩnh vực y tế, giáo dục, phụ nữ và môi trường.
Năm 2006, Obiang đã ký một sắc lệnh chống tra tấn cấm tất cả các hình thức lạm dụng và đối xử không đúng đắn ở Guinea Xích đạo, và ủy thác cải tạo và hiện đại hóa nhà tù Black Beach vào năm 2007 để đảm bảo việc đối xử nhân đạo với tù nhân. Tuy nhiên, vi phạm nhân quyền đã tiếp tục. Tổ chức Theo dõi Nhân quyền và Tổ chức Ân xá Quốc tế trong số các tổ chức phi chính phủ khác đã ghi nhận các hành vi vi phạm nhân quyền nghiêm trọng trong các nhà tù, bao gồm tra tấn, đánh đập, tử vong không giải thích được và giam giữ bất hợp pháp.
Tổ chức vận động hành lang chống tham nhũng Tổ chức Minh bạch Quốc tế đưa Equatorial Guinea vào top 12 trong danh sách các quốc gia tham nhũng nhất. Freedom House, một tổ chức phi chính phủ dân chủ và nhân quyền, đã mô tả Obiang là một trong những "người chuyên quyền sống kiêu ngạo nhất thế giới" và phàn nàn về việc chính phủ Hoa Kỳ hoan nghênh chính quyền của ông và mua dầu từ đó.
Obiang đã được bầu lại để phục vụ một nhiệm kỳ bổ sung vào năm 2009 trong một cuộc bầu cử mà Liên minh châu Phi coi là "phù hợp với luật bầu cử". Obiang tái bổ nhiệm Thủ tướng Ignacio Milam Tang vào năm 2010 

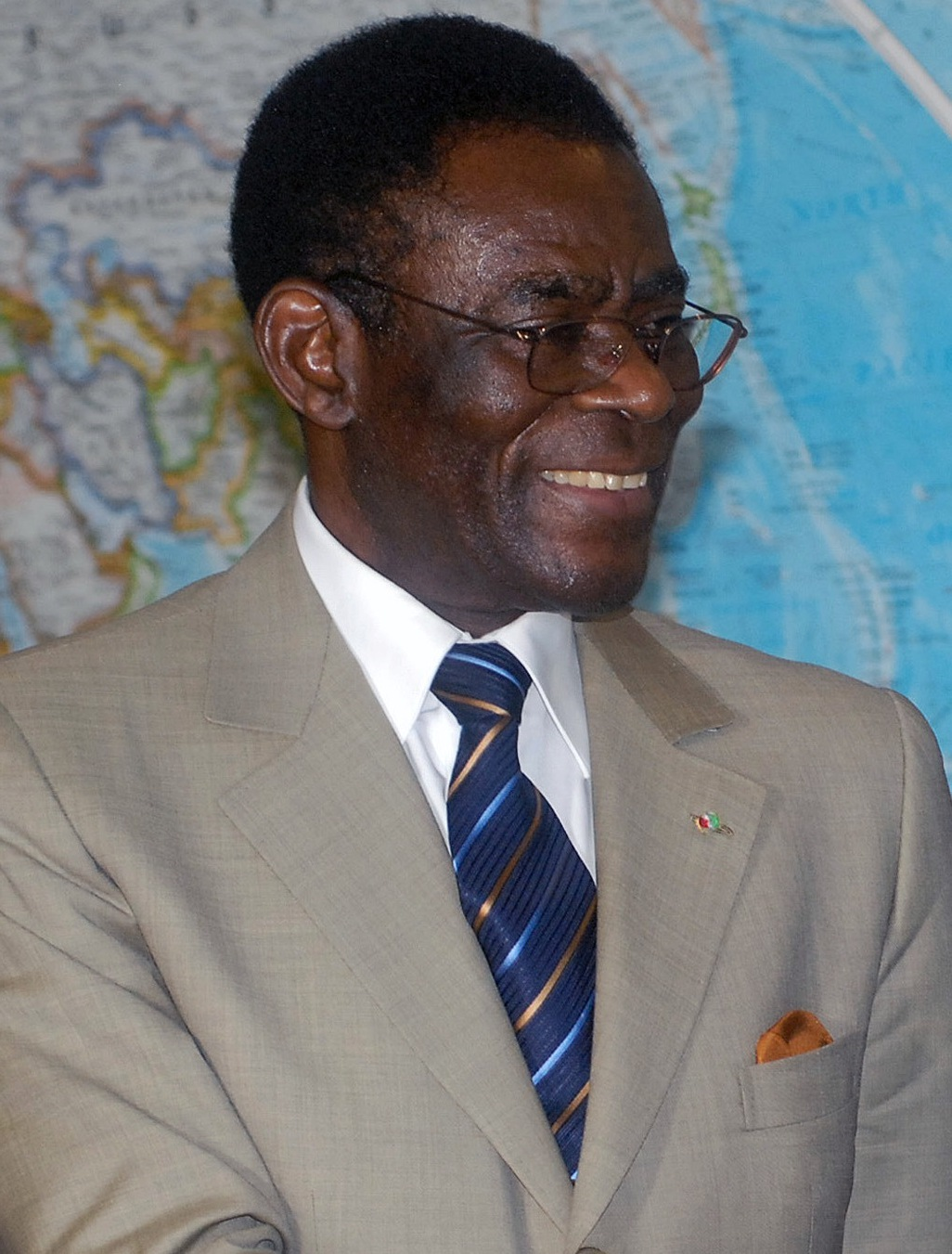
Theo BBC, Tổng thống Obiang Nguema "đã được các tổ chức quyền lợi mô tả là một trong những nhà độc tài tàn bạo nhất châu Phi."

Vào tháng 11 năm 2011, một hiến pháp mới đã được phê duyệt. Việc bỏ phiếu về hiến pháp đã được thực hiện mặc dù văn bản hoặc nội dung của nó không được tiết lộ cho công chúng trước khi bỏ phiếu. Theo hiến pháp mới, tổng thống bị giới hạn tối đa hai nhiệm kỳ bảy năm và sẽ vừa là nguyên thủ quốc gia vừa là người đứng đầu chính phủ, do đó loại bỏ thủ tướng. Hiến pháp mới cũng giới thiệu hình ảnh của một phó tổng thống và kêu gọi thành lập một thượng viện gồm 70 thành viên với 55 thượng nghị sĩ do người dân bầu và 15 người còn lại do tổng thống chỉ định. Đáng ngạc nhiên, trong cải tổ nội các sau đây đã được thông báo rằng sẽ có hai phó tổng thống vi phạm rõ ràng hiến pháp vừa có hiệu lực.
Vào tháng 10 năm 2012, trong một cuộc phỏng vấn với Christiane Amanpour trên CNN, Obiang đã được hỏi liệu ông sẽ từ chức vào cuối nhiệm kỳ hiện tại (2009-2016) vì hiến pháp mới đã giới hạn số lượng nhiệm kỳ xuống còn 2 trong khi Obiang đã được chọn tái cử ít nhất 4 lần. Obiang trả lời, ông từ chối từ chức vì hiến pháp mới không hồi tố và giới hạn hai nhiệm kỳ sẽ chỉ được áp dụng từ năm 2016.
Cuộc bầu cử ngày 26 tháng 5 năm 2013 kết hợp tất cả các cuộc thi thượng viện, hạ viện và thị trưởng trong một gói duy nhất. Giống như tất cả các cuộc bầu cử trước đó, điều này đã bị phe đối lập lên án và nó cũng đã được PDGE của Obiang giành chiến thắng. Trong cuộc bầu cử, đảng cầm quyền đã tổ chức các cuộc bầu cử nội bộ mà sau đó đã bị loại bỏ vì không có ứng cử viên yêu thích nào của tổng thống dẫn đầu danh sách nội bộ. Cuối cùng, đảng cầm quyền và các vệ tinh của liên minh cầm quyền đã quyết định điều hành không dựa trên các ứng cử viên mà dựa trên đảng. Điều này tạo ra một tình huống trong cuộc bầu cử, liên minh của đảng cầm quyền đã không cung cấp tên của các ứng cử viên của họ nên các cá nhân không tham gia tranh cử, thay vào đó, đảng này tự quán lý vị trí tranh cử.
Cuộc bầu cử tháng 5 năm 2013 được đánh dấu bằng một loạt các sự kiện bao gồm cuộc biểu tình phổ biến được lên kế hoạch bởi một nhóm các nhà hoạt động từ MPP (Phong trào phản kháng phổ biến) bao gồm một số nhóm chính trị xã hội. MPP kêu gọi một cuộc biểu tình ôn hòa tại quảng trường Plaza de la Mujer vào ngày 15 tháng Năm. Điều phối viên MPP Enrique Nsolo Nzo đã bị bắt và truyền thông nhà nước chính thức miêu tả ông là kế hoạch gây bất ổn đất nước và phế truất tổng thống. Tuy nhiên, và mặc dù nói chuyện dưới sự cưỡng bức và có dấu hiệu tra tấn rõ ràng, Nsolo nói rằng họ đã lên kế hoạch phản kháng hòa bình và thực sự đã có được tất cả các ủy quyền hợp pháp cần thiết để thực hiện cuộc biểu tình ôn hòa. Thêm vào đó, ông kiên quyết tuyên bố rằng ông không liên kết với bất kỳ đảng chính trị nào. Quảng trường Plaza de la Mujer ở Malabo đã bị cảnh sát chiếm giữ từ ngày 13 tháng 5 và nó đã được bảo vệ nghiêm ngặt kể từ đó. Chính phủ bắt tay vào một chương trình kiểm duyệt ảnh hưởng đến các trang xã hội bao gồm Facebook và các trang web khác có ý nghĩa quan trọng đối với chính phủ Guinea Xích đạo. Việc kiểm duyệt được thực hiện bằng cách chuyển hướng các tìm kiếm trực tuyến đến trang web chính thức của chính phủ.
Ngay sau cuộc bầu cử, đảng đối lập CPDS tuyên bố rằng họ sẽ biểu tình ôn hòa chống lại cuộc bầu cử ngày 26 tháng 5 vào ngày 25 tháng Sáu. Bộ trưởng Nội vụ Clemente Engonga từ chối ủy quyền cho cuộc biểu tình với lý do có thể "gây bất ổn" đất nước và CPDS quyết định đi tiếp, tuyên bố quyền lập hiến. Vào đêm 24 tháng 6, trụ sở CPDS tại Malabo được bao quanh bởi các sĩ quan cảnh sát được vũ trang mạnh mẽ để ngăn những người bên trong rời khỏi và do đó ngăn chặn cuộc biểu tình một cách hiệu quả. Một số thành viên hàng đầu của CPDS đã bị giam giữ tại Malabo và những người khác ở Bata đã bị giữ lại để lên một số chuyến bay địa phương đến Malabo.

### Đối nội
Trước khi độc lập tại Guinea Xích Đạo có nhiều đảng phái nhưng trong những năm 1970 và 1980 chỉ có 1 đảng duy nhất hợp pháp là Đảng Lao động Thống nhất toàn quốc (Partido Unico Nacional de Trabaladores) thành lập tháng 4 năm 1970 do Tổng thống Nguéma Biyogo làm Chủ tịch. Tháng 6 năm 1972, ông Nguéma Biyogo được đề cử làm Tổng thống suốt đời kiêm Thủ tướng. Tháng 6/1973, Hiến pháp mới được thông qua, quy định Guinea Xích Đạo là quốc gia thống nhất gồm Fernando Pô và Rio Muni.
Guinea Xích Đạo chủ trương củng cố độc lập dân tộc, tự lực cánh sinh xây dựng và phát triển kinh tế.
Tháng 8 năm 1979, ông Teodoro O.N. Mbasogo làm đảo chính lật đổ Francisco M. Ngúema, thành lập Đảng Dân chủ Guinea Xích Đạo (PDGE). Ngày 16 tháng 11 năm 1991, Guinea Xích Đạo thông qua Hiến pháp mới chấp nhận chế độ đa đảng song quá trình dân chủ hoá gặp nhiều khó khăn, chưa tổ chức được bầu cử Quốc hội (dự kiến vào năm 1998), lực lượng chống đối mạnh. Ngày 7 tháng 7 năm 1997, chính quyền đã phải kêu gọi Tây Ban Nha, Pháp, Mỹ, OUA và Liên Hợp Quốc can thiệp nhằm chấm dứt đổ máu do lực lượng binh biến gây ra.
- Thể chế nhà nước: Chế dộ Tổng thống nhưng do giới quân sự nắm quyền.
- Đảng cầm quyền: Đảng dân chủ Guinea Xích Đạo (PDGE)
- Đảng đối lập: Liên đoàn Lực lượng đối lập Guinea Xích Đạo.

### Đối ngoại
Guinea Xích Đạo theo đường lối đối ngoại độc lập, tự chủ, không liên kết, ủng hộ phong trào giải phóng dân tộc ở châu Phi. Trong thời kỳ chiến tranh Lạnh, Guinea Xích Đạo có quan hệ gắn bó với các nước xã hội chủ nghĩa và đã từng cắt đứt quan hệ ngoại giao với Israel (tháng 10 năm 1973) và với Mỹ (tháng 3 năm 1976). Tuy nhiên hiện nay Guinea Xích Đạo đã mở rộng quan hệ với tất cả các nước, trong đó ưu tiên quan hệ với các nước láng giềng ở khu vực Tây Phi, coi trọng quan hệ với Tây Ban Nha và Pháp. Guinea Xích Đạo là thành viên của 26 tổ chức quốc tế lớn trong đó có IMF, G-77, ACCT, FAO.

## Địa lý
Guinea Xích Đạo nằm ở Tây Phi, bên bờ vịnh Guinea. Lãnh thổ gồm hai phần: phần lục địa là cao nguyên Mbini và vùng đồng bằng ven Đại Tây Dương; phần kia là quần đảo núi lửa nằm chếch lên ở phía Tây Bắc, ngoài khơi Cameroon, trong đó các đảo chính gồm đảo Bioko và đảo Annobón. Thủ đô Malabo đóng tại đảo Bioko.

## Hành chính
Guinea Xích Đạo được chia thành 2 khu vực và 7 tỉnh.

### Khu vực
- Khu vực thứ nhất: Khu vực đảo của Guinea Xích Đạo bao gồm các cựu lãnh thổ của Tây Ban Nha là đảo Poo, cùng với đảo Annobón, nằm trong Vịnh Guinea và trong vịnh Corisco. Khu vực này rộng 2.052 km² và có dân số khoảng 265.000 người. Nó được chia thành tỉnh:
  - Annobón
  - Bioko Norte
  - Bioko Sur
- Khu vực thứ 2: Río Muni là khu vực lục địa của Guinea Xích Đạo, rộng 26.017 km². Tên gọi của khu vực này có nguồn gốc từ sông Muni. Có dân số khoảng 300.000 người thuộc sắc tộc Fang. Khu vực này có 5 tỉnh:
  - Centro Sur
  - Djibloho
  - Kie-Ntem
  - Litoral
  - Wele-Nzas

### Tỉnh
Guinea Xích Đạo gồm có 3 tỉnh nằm ở các đảo và 5 tỉnh nằm ở đất liền.
1. Annobón (San Antonio de Palé)
2. Bioko Norte (Malabo)
3. Bioko Sur (Luba)
4. Centro Sur (Evinayong)
5. Djibloho (Ciudad de la Paz)
6. Kié-Ntem (Ebebiyín)
7. Litoral (Bata) Bao gồm quần đảo Vịnh Corisco.
8. Wele-Nzas (Mongomo)

Các tỉnh lại được chia tiếp thành các huyện.

## Kinh tế
Quốc gia này thuộc vào nhóm các nước đang phát triển. Kinh tế chủ yếu dựa vào nông nghiệp (cây lương thực, cây xuất khẩu) và dầu mỏ. Gỗ, cà phê, ca cao và dầu mỏ là các mặt hàng xuất khẩu chính. Việc phát hiện và khai thác các mỏ dầu có trữ lượng lớn đã góp phần thúc đẩy kinh tế đất nước phát triển trong những năm gần đây. Tuy nhiên, các nguồn tài nguyên khác như titan, sắt, măng gan, uranium chưa được chú trọng khai thác. Lâm nghiệp, nông trại, đánh bắt cá chiếm tỉ trọng lớn trong GDP. Mặc dầu độc lập khá sớm, Guinea Xích Đạo vẫn dựa vào sản xuất ca cao để kiếm lượng ngoại tệ mạnh. Tình trạng tồi tệ của kinh tế nông thôn dưới các chế độ tàn bạo nối tiếp nhau đã làm giảm tiềm năng phát triển nông nghiệp vốn luôn dẫn đầu.
Từ năm 1993, Ngân hàng thế giới (WB) và Quỹ Tiền tệ Quốc tế (IMF) đình chỉ viện trợ do chính phủ tham nhũng và quản lý yếu kém. Lĩnh vực kinh doanh hầu như nằm trong tay các viên chức chính phủ và các thành viên gia đình.
Guinea Xích Đạo đã tận dụng được sự phá giá đồng franc CFA (1-1994). Thúc đẩy sản xuất phát triển, giá dầu lửa tăng là hai yếu tố chính kích thích tăng trưởng kinh tế năm 2000-2001.
Hiện nay, Guinea Xích Đạo đang phát triển trồng lúa, thăm dò khai thác dầu lửa ở vịnh Corisco. Tây Ban Nha và Mỹ nắm toàn bộ ngành khai thác dầu lửa của nước này. Nông nghiệp chiếm 20%GDP, công nghiệp chiếm 60% GDP, dịch vụ chiếm 20% GDP. Xuất khẩu chủ yếu là dầu, ca cao, cao su sang Mỹ 62%, Nhật 3%, Tây Ban Nha 17%, Trung Quốc 9%. Nhập chủ yếu thực phẩm, quần áo, máy móc, thiết bị của Cameroon 10%, Tây Ban Nha 10%, Pháp 15%, Mỹ 35% và Anh 6% (1997). Từ năm 2017, Liên Hợp Quốc đưa tên Guinea Xích Đạo ra khỏi danh sách các nước kém phát triển nhất.
- GDP thực tế: 22,86 tỷ USD (2009)
- GDP đầu người thực tế: 36.100 USD (2009)
- Tăng trưởng: -1,8% (2009) (Theo CIA)

## Dân số
| Tôn giáo tại Guinea Xích Đạo | Tôn giáo tại Guinea Xích Đạo | Tôn giáo tại Guinea Xích Đạo | Tôn giáo tại Guinea Xích Đạo | Tôn giáo tại Guinea Xích Đạo |
| ---------------------------- | ---------------------------- | ---------------------------- | ---------------------------- | ---------------------------- |
| Tôn giáo                     | Tôn giáo                     |                              | tỷ lệ                        | tỷ lệ                        |
| Công giáo Roma               | Công giáo Roma               |                              | 87%                          | 87%                          |
| Khác                         | Khác                         |                              | 5%                           | 5%                           |
| Tin Lành                     | Tin Lành                     |                              | 5%                           | 5%                           |
| Hồi giáo                     | Hồi giáo                     |                              | 2%                           | 2%                           |

Đa số người dân Guinea Xích Đạo có nguồn gốc thuộc sắc tộc Bantu. Các nhóm dân tộc lớn nhất là người Fang, là bản địa ở đất liền, nhưng di cư đáng kể đến đảo Bioko đã dẫn đến số lượng người Fang đông hơn trước người Bantu trước đó. Người Fang hiện chiếm 80% dân số và bao gồm 67 dòng họ. Những người Fang sống ở phần phía bắc của Río Muni nói tiếng Fang-Ntumu, trong khi những người ở miền Nam nói tiếng Fang-Okah, hai tiếng địa phương có sự khác biệt nhưng có thể hiểu lẫn nhau. Tiếng địa phương của người Fang cũng được sử dụng tại các bộ phận của các nước láng giềng Cameroon (Bulu) và Gabon. Ngoài ra, còn có người Bubi, hiện đang chiếm 15% dân số, là dân tộc bản địa đến đảo Bioko.
Ngoài ra, có những nhóm dân tộc ven biển, đôi khi được gọi là Ndowe hoặc "Playeros" là: Combes, Bujebas, Balengues, và Bengas sống trên các hòn đảo, và người Fernandinos, một cộng đồng người Krio trên đảo Bioko. Cùng với nhau, các nhóm này chiếm khoảng 5% dân số. Một số người châu Âu (chủ yếu là người Tây Ban Nha hoặc người Bồ Đào Nha) - trong đó pha trộn với dân tộc châu Phi - cũng sống trong nước.
Hầu hết người Tây Ban Nha đều ở lại sau khi Guinea Xích Đạo được độc lập. Có một số lượng ngày càng tăng của người nước ngoài đến từ các nước lân cận như Cameroon, Nigeria và Gabon. Theo Bách khoa toàn thư của Liên Hợp Quốc (2002) có khoảng 7% người dân đảo Bioko là sắc tộc Igbo, một dân tộc thiểu số đến từ miền đông nam Nigeria. Guinea Xích Đạo cũng nhận người châu Á và người châu Phi da đen đến từ các quốc gia khác làm công nhân đồn điền ca cao và cà phê. Nhóm người châu Phi da đen đến từ Liberia, Angola và Mozambique. Còn hầu hết người châu Á là gốc Trung Quốc, với số lượng nhỏ người Ấn Độ.
Guinea Xích Đạo cũng cho phép người dân đến định cư tại quốc gia châu Âu, trong đó có Anh, Pháp và Đức. Sau khi độc lập, hàng ngàn người Guinea Xích Đạo đã đến Tây Ban Nha. Thêm 100,000 người Guinea Xích Đạo nữa đã đi đến Cameroon, Gabon và Nigeria vì tránh chế độ độc tài của Francisco Macías Nguema. Một số cộng đồng Guinea Xích Đạo cũng sẽ được tìm thấy ở châu Mỹ Latinh, Mỹ, Bồ Đào Nha, và Pháp. Khai thác dầu đã góp phần tăng gấp đôi dân số ở Malabo.
Các tôn giáo chính ở Guinea Xích Đạo là Kitô giáo chiếm 93% dân số. Đây là chủ yếu Công giáo La Mã (87%) còn lại là thiểu số người Tin Lành (5%). Thêm 5% dân số theo tín ngưỡng bản địa và cuối cùng là 2% dân số theo có tôn giáo khác bao gồm bao gồm người Hồi giáo, Đức tin Bahá'í, và niềm tin khác.

## Giáo dục và văn hóa
Phần lớn trẻ em đều được học tiểu học, tuy nhiên chỉ có khoảng 21% học lên trung học. Giáo hội Công giáo đóng vai trò quan trọng trong giáo dục tiểu học và trung học. Guinea Xích Đạo có một số trường đại học ở thủ đô Malabo và ở Bata.